# 유현 (부춘후)
유현(劉玄, ? ~ ?)은 전한 말기의 제후로, 하간효왕의 아들이다.

## 생애
원수 2년(기원전 1년), 부춘후(富春侯)에 봉해졌다.
부춘후 현 10년(9년), 전한이 멸망하여 작위가 박탈되었다.

## 출전
- 반고, 《한서》 권15하 왕자후표 下

| 선대 (첫 봉건) | 전한의 부춘후 기원전 1년 4월 정유일 ~ 기원후 9년 | 후대 (전한 멸망) |